# معدة سوداء
المعدة السوداء (بالإنجليزية: Black stomach)‏ هي حالة تنتج من النخر المعدي الحاد. اللون الأسود القطراني ينتج من النخر التخثري للغشاء المخاطي مما يؤدي لنزيف في الغشاء وترسب حمضي يحموري. تم وصف هذه الحالة للمرة الأولى في مريض تسمم حمضي. وتم وصف حالة مشابهة في النخر المريئي الحاد الناتج عن نقص التروية في الغشاء المخاطي الناجمة عن منقوص ديناميكا الدم.